# Manuel Collantes

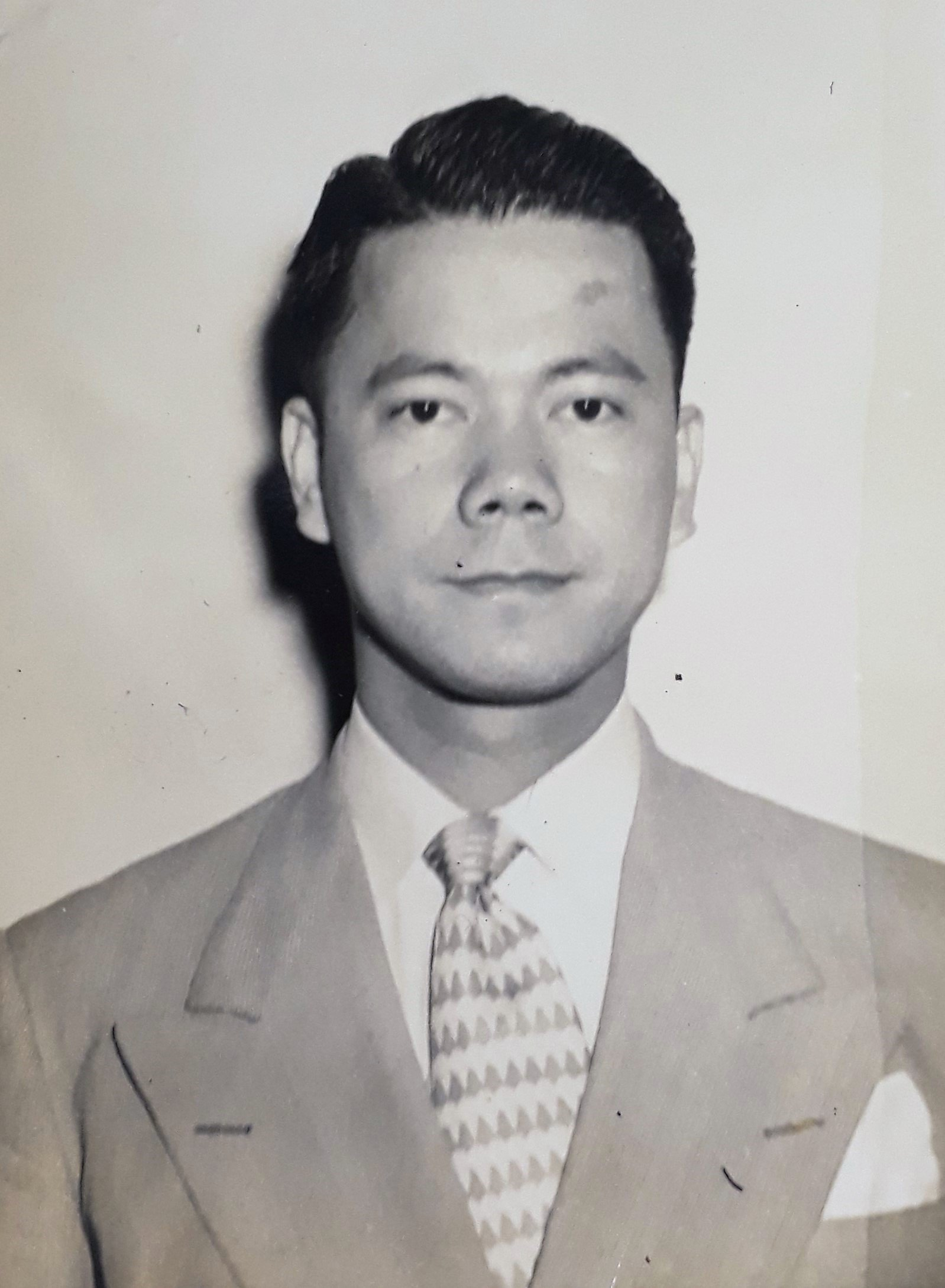
Manuel Collantes

Manuel Collantes (Tanauan, 20 augustus 1917 - Makati, 28  mei 2009) was een Filipijns diplomaat, politicus en minister.

## Biografie
Manuel Collantes werd geboren op 20 augustus 1917 in Tanauan in de provincie Batangas. Hij voltooide in 1940 een bachelor-opleiding rechten aan de Far Eastern University en slaagde in datzelfde jaar voor het toelatingsexamen (bar exam) van de Filipijnse balie. Gedurende de Tweede Wereldoorlog was hij officier van de USAFFE. Hij was een van de overlevers van de Dodenmars van Bataan. Vanaf 1946 werkte hij bij de Filipijnse diplomatieke dienst. Hij was onder meer vice-consul in Washington D.C. en van 1956 tot 1958 consul in Parijs. 
In de jaren '60 en '70 was Collantes jarenlang onderminister van Buitenlandse Zaken en in 1984 werd hij na het ontslag van Carlos Romulo waarnemend  minister van buitenlandse zaken onder president Marcos. In hetzelfde jaar stelde hij zich kandidaat bij de verkiezingen voor het toenmalig Filipijnse parlement, het Batasang Pambansa en werd hij gekozen namens de provincie Batangas. 
Collantes overleed in 2009 op 91-jarige leeftijd in zijn woonplaats Makati. Hij trouwde in de jaren 1970 met de rijke erfgename Consuelo "Chito" Madrigal. Collantes was een oom van senator Maria Ana Madrigal.

### Boeken
- Asia Research Systems, Press Foundation of Asia (1980), The Outstanding Leaders of the Philippines, Asia Research Systems
- D. H. Soriano, Isidro L. Retizos (1981), The Philippines Who's who, 2nd ed. Who's Who Publishers, Manilla

### Websites
- Christine O. Avendaño en Cyril Bonabente (29 mei 2009), Manuel Collantes is dead; 91, The Philippine Inquirer